# Sol justitiae; het Utrechts studentenblad
Sol Iustitiae; het Utrechts studentenblad was een Nederlands verzetsblad uit de Tweede Wereldoorlog, dat vanaf 7 oktober 1943 tot en met 23 september 1944 in Utrecht werd uitgegeven. Het blad verscheen onregelmatig in een oplage tussen de 2500 en 3500 exemplaren. Het werd gedrukt en de inhoud bestond voornamelijk uit opinieartikelen en binnenlandse berichten. Het werd na de oorlog onder dezelfde naam legaal voortgezet.

## Oprichting
Er lagen al enige tijd plannen klaar voor de oprichting van een Utrechts studentenorgaan met het doel na de oorlog de verdeeldheid onder de studenten te bestrijden. Daarnaast wilde men ook de Utrechtse studentenmaatschappij op democratische voet reorganiseren. De doorslag tot de uitgave van het studentenblad werd gegeven door twaalf vragen, waarmee het artikel De toekomst van de universiteitswereld in nummer 21 van het verzetsblad De Geus onder studenten van 4 september 1943 besloot.

## Redactie
De redactie werd gevormd door W. Eggink (ook betrokken bij 'Slaet op den trommele'), C. Nicolai, J.F.Ch. Steijling (betrokken bij 'De Uilenspiegel der Utrechtsche Studenten) en jhr. R.A. van Valkenburg. Inmiddels was op 6 september 1943 ook het contact met de 'goede' Utrechtse hoogleraren tot stand gekomen. In nauwe samenwerking met hen werden hervormingsplannen voor het onderwijs (bijvoorbeeld betreffende het studium generale) uitgewerkt. Naast prof. dr. J. Jongbloed was vooral prof. dr. ir. F.A. Vening Meinesz, in wiens huis in Amersfoort vele vergaderingen werden gehouden, hierbij een stuwende kracht. In verband met diens studiereizen per onderzeeër werd het contact aangeduid als K18. Vermeldenswaard is, dat tot en met 19 september 1944 drieëndertig vergaderingen met de hoogleraren werden belegd.

## Kort bestaan
Verschillende malen leefde de controverse tussen de Corpscommissie en de rooms-katholieke studentenvereniging Veritas op. Op 6 januari 1944 werden alle geschillen definitief opgelost. Een paar weken later, 21 januari 1944, werd de Utrechtse studentenwereld een grote slag toegebracht door de arrestatie van Wim Eggink. Voor het studentenblad betekende dit bovendien, dat een maand lang bij alle mogelijke drukkers in het land naar het zetsel van het derde nummer moest worden gezocht: alleen Eggink wist namelijk bij wie het zetsel was ondergebracht. Toen het ten slotte werd gevonden, moest bij een overhaaste vlucht uit een trein één pagina van de zware vracht worden achtergelaten. Hierdoor is het te verklaren dat het derde nummer uiteindelijk verscheen met een blanco pagina. Eind september 1944, toen er zes nummers waren uitgekomen, werd de uitgave gestaakt. De redactie vond, na de Dolle Dinsdag op 5 september 1944, ander verzetswerk belangrijker.

## Bij deze krant betrokken personen
- F.A. Vening Meinesz
- W. Eggink
- C. Nicolai
- J.F.Ch. Steijling
- R.A. van Valkenburg
- J. Jongbloed

## Gerelateerde kranten
- Slaet op den trommele
- De uilenspiegel der Utrechtsche studenten (verzetsblad, Utrecht)
- Ons volk; den vaderlant ghetrouwe (verzetsblad)